# Гипонатриемия
Гипонатриемия — состояние, при котором концентрация ионов натрия в плазме крови падает ниже 135 ммоль/л (в норме — 136—142 ммоль/л). Гипонатриемия вызывается широким спектром патологии.

## Симптомы
У большинства пациентов симптоматика отсутствует, но могут проявляться симптомы болезни, вызывающей состояние гипонатриемии.
Сильная гипонатриемия может вызвать осмотическое перераспределение воды из плазмы крови в клетки организма, включая клетки мозга. Типичные симптомы в этом случае включают головокружение, рвоту, головные боли и общее недомогание.
По мере углубления гипонатриемии могут возникнуть путаница мыслей, оцепенение (ступор) и кома. Поскольку головокружение само по себе является стимулом для экскреции антидиуретического гормона (АДГ), существует возможность возникновения цикла самоусиления эффекта (положительная обратная связь).

## Причины
Аномально низкую концентрацию натрия в крови необходимо исследовать во взаимосвязи с осмолярностью плазмы крови и объёмом внеклеточной жидкости пациента.
В большинстве случаев гипонатриемия связана со снижением осмоляльности плазмы крови. Подавляющее большинство случаев гипонатриемии у взрослых связано с повышенной активностью АДГ (антидиуретического гормона) (АДГ является гормоном который регулирует баланс воды в организме, но не соли). Следовательно, пациента с гипонатриемией можно рассматривать как пациента с повышенной активностью АДГ. Задача врача в таком случае заключается в определении причины повышенной активности АДГ.
У пациентов с потерей объёма жидкости (крови), секреция АДГ повышена поскольку сокращение объёма крови является естественным стимулом для секреции АДГ. Вследствие этого почки пациента удерживают воду и выделяют очень концентрированную мочу. Лечение является простым — восстановление объёма крови пациента, таким образом выключение сигнала экскреции АДГ.
У некоторых пациентов с гипонатриемией объём крови является нормальным. У этих пациентов повышенный уровень активности АДГ и последующее удержание воды может быть связано с физиологическими причинами удержания АДГ такими как боль или головокружение. Другой возможной причиной является синдром неадекватной секреции АДГ (SIADH). При этом синдроме АДГ выделяется постоянно, с уровнем существенно выше нормы и наиболее часто является побочным эффектом некоторых лекарственных средств, проблем с лёгкими (таких как пневмония или абсцесс), болезней мозга, или определённых типов рака (наиболее часто мелкоклеточный рак легкого).
Третья группа пациентов с гипонатриемией характеризуется наличием периферических отёков. Жидкость в отёчной ткани не участвует в циркуляции и застаивается. В результате свободный объём крови уменьшается, а это, в свою очередь, приводит к секреции АДГ. Лечение таких пациентов должно быть направлено на устранение причин отёков. Во многих случаях это совсем непросто, поскольку реальными причинами могут быть цирроз печени или порок сердца, лечение которых никак нельзя считать простым.
Отдельно нужно рассматривать пациентов, потребляющих диуретики. Эти лекарства повышают выделение жидкости с мочой и как следствие уменьшение объёма крови. Как уже упоминалось выше, уменьшение объёма крови является стимулом для АДГ и удержания воды почками.
Современный всплеск смертности от гипонатриемии связан с избыточным потреблением воды под воздействием Метилендиоксиметамфетамина («экстази»). Также Almond et al. обнаружили лёгкую гипонатриемию у 13 % бегунов во время Бостонского марафона и угрожающую жизни (уровень натрия в крови ниже 120 ммоль/л) у 0,6 %. Наибольшему риску подвергаются бегуны, прибавляющие в весе во время забега из-за избыточного потребления воды.
Гипонатриемия может развиваться при работе в условиях нагревающего микроклимата.

## Гипоосмолярная гипонатриемия
Когда осмолярность плазмы крови является низкой, объём внеклеточной жидкости в организме может быть в одном из трёх состояний:

### Низкий объём
Потеря воды сопровождается потерей натрия.
- Чрезмерное потоотделение
- Ожоги
- Рвота
- Понос (диарея)
- Избыточное мочеотделение
  - Вследствие употребления диуретиков (особенно тиазиды)
  - болезнь Аддисона
  - Церебральный синдром солевой недостаточности
  - Другие болезни почек

Необходимо лечить причину недуга и осуществлять внутривенные инъекции солевого раствора. Внезапное восстановление объёма крови вызывает прекращение экскреции АДГ. Соответственно, начинается нормальный диурез воды в почках. Это может привести к внезапному и существенному росту сывороточной концентрации натрия и повышает риск миелиноза центрального Варолиева моста. Этот синдром характеризуется серьёзным повреждением нервной системы, часто необратимым.
Из-за риска миелиноза пациенты с низким объёмом жидкости могут нуждаться в инъекциях не только физиологического (солевого) раствора, но и воды. Эти меры обеспечивают более плавный рост концентрации натрия в сыворотке по мере роста объёма крови и более плавное снижение уровня АДГ.

### Нормальный объём
- синдром неадекватной секреции АДГ (SIADH)
- При некоторых случаях психогенной полидипсии (ненасытной жажды)

В случае SIADH демеклоциклин как антагонист АДГ может оказывать благотворное действие.

### Повышенный объём
При этом вода удерживается в организме.
- Сердечная недостаточность
- Низкий уровень секреции тиреоидных гормонов и кортизола
- Цирроз печени
- Нефроз
- Большинство случаев психологической полидипсии (ненасытной жажды)

Помогает ограничение потребления воды пациентом.
Сильная гипонатриемия может быть следствием нескольких часов интенсивной физической нагрузки при высокой температуре окружающей среды, такой как бег или ходьба по пустыне, или физических упражнений на выносливость без соответствующего потребления спортсменом электролитов.